# Wolfgang Kattnig
Wolfgang Kattnig (* 11. März 1963 in Absam) ist ein ehemaliger österreichischer Triathlet und vielfacher Staatsmeister (1988–1994).

## Werdegang
Bei der ersten Austragung einer Triathlon-Weltmeisterschaft 1989 in Avignon (Frankreich) über die Kurzdistanz, die seit Mitte der 1990er Jahre „olympische Triathlon-Distanz“ heißt (1,5 km Schwimmen, 40 km Radfahren und 10 km Laufen), erreichte der Tiroler Wolfgang Kattnig den zehnten Rang.
1990 wurde er in Linz Dritter bei der Triathlon-Europameisterschaft.
Wolfgang Kattnig wurde in seiner aktiven Zeit 21-facher österreichischer Duathlon- und Triathlon-Staatsmeister auf verschiedenen Distanzen.
Seit 1996 tritt er nicht mehr international in Erscheinung. Seit dem Ende seiner aktiven Karriere ist Kattnig als Physiotherapeut und Osteopath tätig.

## Sportliche Erfolge
| Datum/Jahr    | Rang | Wettbewerb                                     | Austragungsort | Zeit     | Bemerkung |
| ------------- | ---- | ---------------------------------------------- | -------------- | -------- | --- |
| 1996          | 2    | Kitzbühel-Triathlon                            | Kitzbühel      |          | Zweiter hinter dem Schweizer Markus Keller                                                                   |
| 1996          | 1    | Ausee Triathlon                                | Blindenmarkt   |          | |
| 1995          | 2    | Steeltownman                                   | Linz           | 03:57:42 | wie im Vorjahr Zweiter hinter dem Sieger Norbert Domnik                                                      |
| 30. Juli 1995 | 30   | ETU Triathlon European Championships           | Stockholm      | 01:51:26 | |
| 27. Aug. 1994 | 2    | Trans Vorarlberg Triathlon                     | Bregenz        |          | |
| 1994          | 2    | Steeltownman                                   | Linz           | 03:54:43 | hinter dem Sieger Norbert Domnik                                                                             |
| 1993          | 1    | ÖTRV Staatsmeisterschaft Triathlon Kurzdistanz | Waidring       |          | zum sechsten Mal in Folge Staatsmeister über die Triathlon-Kurzdistanz                                       |
| 15. Aug. 1992 | 6    | Embrunman                                      | Embrun         | 02:23:28 | ITU Triathlon World Cup auf der Kurzdistanz                                                                  |
| 15. Juli 1992 | 17   | ETU Triathlon European Championships           | Lommel         | 01:52:56 | bei der Europameisterschaft der ETU                                                                          |
| 1992          | 1    | Kitzbühel-Triathlon                            | Kitzbühel      |          | erfolgreiche Titelverteidigung                                                                               |
| 1991          | 1    | Kitzbühel-Triathlon                            | Kitzbühel      |          | Das Rennen musste witterungsbedingt als Duathlon ausgetragen werden.                                         |
| 26. Aug. 1990 | 3    | ETU Triathlon European Championships           | Linz           | 01:50:46 | [ 3 ] [ 4 ]                                                                                                  |
| 6. Aug. 1989  | 10   | ITU Triathlon World Championships              | Avignon        | 02:03:37 | Bei der Erstaustragung einer Triathlon-Weltmeisterschaft wurde Kattnig Zehnter hinter dem Sieger Mark Allen. |

| Datum/Jahr    | Rang | Wettbewerb          | Austragungsort | Zeit     | Bemerkung                         |
| ------------- | ---- | ------------------- | -------------- | -------- | --------------------------------- |
| 7. Okt. 1995  | 27   | Ironman Hawaii      | Hawaii         | 09:05:06 |                                   |
| 30. Okt. 1993 | 31   | Ironman Hawaii      | Hawaii         | 08:51:52 | mit persönlicher Ironman-Bestzeit |
| 24. März 1992 | 19   | Ironman New Zealand | Auckland       | 09:36:50 | [ 7 ]                             |

(DNF – Did Not Finish)